# Élections législatives saint-marinaises de 2024
Les élections législatives saint-marinaises de 2024 ont lieu le 9 juin 2024 à Saint-Marin afin de renouveler les membres du Grand Conseil général.
Le scrutin intervient de manière anticipée plusieurs mois avant la date prévue en raison de l'éclatement de la coalition gouvernementale conduite par le Parti démocrate-chrétien, qui entraine également une recomposition de l'échiquier politique saint-marinais.

## Contexte

### Élections législatives de 2019
Les élections législatives de décembre 2019 conduisent à la défaite de la coalition gouvernementale Saint-Marin Libre (Libera) menée par le parti Gauche démocrate et socialiste, ainsi que de son allié, République du futur (RF). Arrivés respectivement en troisièmes et cinquièmes places en termes de suffrages, ils perdent tous deux plus de la moitié de leurs sièges.
Le Parti démocrate-chrétien (PDCS) sort grand vainqueur du scrutin en obtenant la majorité relative et un tiers des sièges, devant le Mouvement civique R.E.T.E.. Une large coalition réunissant ces deux formations et Nous pour la République (NPR), arrivée quatrième, est rapidement formée par le Parti démocrate-chrétien. Bien qu'une alliance de deux partis aurait été suffisante pour atteindre la majorité absolue, les démocrates-chrétiens forme une coalition élargie susceptible d'apporter un large soutien à leur programme de réforme,. Le pays fait en effet face à une grave crise économique, les pays de l'OCDE, dont surtout l'Italie l'ayant contraint à cesser d'être un paradis fiscal, dans le contexte de la crise financière mondiale de 2007-2008. Saint-Marin connaît depuis une fuite de capitaux lui ayant fait perdre un tiers de son produit intérieur brut, sa dette publique augmentant quant à elle de près de 25 %.
C'est la première fois que le second tour des élections est rendu inutile par la formation d'un gouvernement de coalition dans le mois suivant le premier tour, en application d'une révision de la loi électorale provoquée par référendum d'origine populaire en juin 2019.

### Recomposition et élections anticipées
Devenue la principale force d'opposition, l'alliance Saint-Marin Libre (Libera) regroupant le Mouvement civique 10, Gauche démocrate et socialiste, le Mouvement idéal socialiste et le parti Réformes et développement, finit par voir trois de ses composantes fusionner le 14 novembre 2020 — sans le Mouvement idéal socialiste — pour ne plus former qu'un seul parti, qui reprend le nom de la coalition,. Au sein de la majorité, deux partis étant membres de Nous pour la République (NPR) fusionnent également, le Mouvement démocratique – Ensemble Saint-Marin décidant fin décembre 2022 de se fondre dans le Parti des socialistes et des démocrates (PSD). Le 14 avril 2024, leur ancien partenaire de coalition, le Parti socialiste (PS), voit l'ensemble de ses députés le quitter pour former avec Nous Saint-Marinais et le Mouvement idéal socialiste une nouvelle coalition, l'Alliance réformiste, que rejoint le petit parti Ēlego,,,.
La coalition gouvernementale finit cependant par imploser en mars 2024 à l'occasion des élections des deux Capitaines-régents, pour lesquelles le PDCS porte la candidature d'Italo Righi, tandis que le NPR porte celle de Rossano Fabbri,. Opposé à l'élection de Fabbri, le PSD décide de voter avec l'opposition, ce qui aboutit à l'élection d'Alessandro Rossi, de Démos - Démocratie Solidaire, et de Milena Gasperoni, du PSD. La défaite de la majorité entraîne une crise gouvernementale et la convocation d'élections anticipées. Le 20 mars 2024, les nouvelles élections sont fixées au 9 juin suivant par décret des Capitaines-régents, qui provoque la dissolution immédiate du Grand Conseil général sortant. Le vote du PSD provoque également la division de Nous pour la République : l'Alliance réformiste forme la coalition Démocratie et liberté avec le PDCS, tandis que le PSD et le PS concluent un accord électoral pour une liste commune en coalition avec Saint-Marin Libre,,.
Le parti République du futur (RF) décide quant à lui de former une liste commune avec Aire démocratique, tandis que le Mouvement civique R.E.T.E. ne renouvelle pas sa coalition de 2019 avec Domani Motus Liberi (DML), les deux partis s'étant trouvé en désaccord depuis 2023 sur la politique gouvernementale.

## Système électoral

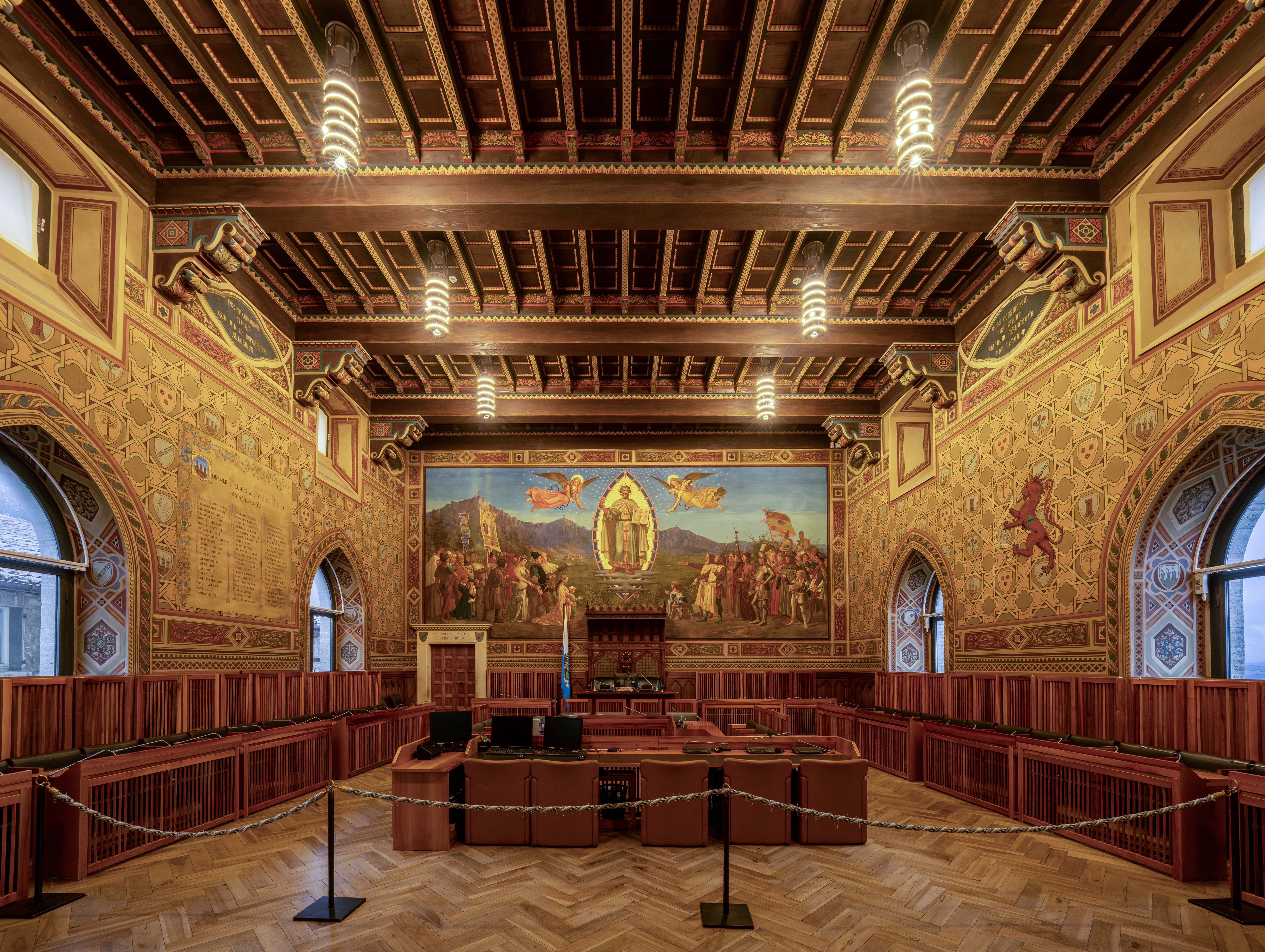
Intérieur du Grand Conseil général.

Les 60 sièges du Grand Conseil général sont pourvus pour cinq ans au scrutin proportionnel plurinominal, selon la méthode D'Hondt. Le seuil électoral est calculé en multipliant le nombre de partis qui participent aux élections par 0,4 avec un seuil maximum possible de 3,5 %. Depuis un référendum en 2016, les électeurs ont la possibilité d'exprimer un vote préférentiel en votant pour l'un des candidats en particulier de la liste qu'ils choisissent. Les candidats ayant recueilli le plus de votes préférentiels se voient attribuer en priorité les sièges remportés par la liste.
Si aucun parti ou coalition n'obtient la majorité absolue au premier tour, un second tour peut être organisé entre les deux formations ayant obtenu le plus de voix. Auparavant obligatoire en cas de parlement sans majorité, ce second tour est facultatif depuis un référendum organisé en 2019. Le premier tour des élections est depuis suivi d'une période de deux fois quinze jours au cours de laquelle les deux partis arrivés individuellement en tête du scrutin ont chacun la possibilité de former avec d'autres partis un gouvernement de coalition disposant de la majorité absolue. Chacune de ces périodes débute une fois que les capitaines-régents confient au parti un mandat exploratoire pour la conduite des négociations. Il est attribué dans les quarante huit heures suivant la proclamation des résultats du premier tour au parti ayant recueilli le plus de voix, puis au second en cas d'échec des négociations du premier. À défaut, passé ce délai, un second tour est organisé entre les deux partis ou coalitions ayant réunis le plus de voix,,.
À l'issue de ce second tour, le vainqueur obtient une prime majoritaire pour lui assurer d'avoir une majorité. Les sièges de la prime sont prélevés sur ceux obtenus au premier tour par l'ensemble des partis ou coalitions ayant reçu des sièges au premier tour, y compris ceux n'ayant pas participé au second. Un second tour est pour la première fois nécessaire lors des élections de 2016.

## Résultats
|                                       |                                               |                                   |        |       |       |        |               |  |  |  |  |  |  |  |
| Parti                                 | Parti                                         | Parti                             | Voix   | %     | +/-   | Sièges | +/-           |  |  |  |  |  |  |  |
|                                       |                                               | Parti démocrate-chrétien (PDCS)   | 6 206  | 34,14 | 0,79  | 22     | 1             |  |  |  |  |  |  |  |
|                                       | Alliance réformiste (AR)                      | 1 269                             | 6,98   | n/a   | 4     | 4      |               |  |  |  |  |  |  |  |
|                                       | Votes directement pour la coalition           | 68                                | 0,37   | –     | 0     | –      |               |  |  |  |  |  |  |  |
| Total coalition Démocratie et liberté | Total coalition Démocratie et liberté         | 7 543                             | 41,49  | n/a   | 26    | 5      |               |  |  |  |  |  |  |  |
|                                       |                                               | Liste commune Libera-PS           | 2 863  | 15,75 | 0,74  | 10     | en stagnation |  |  |  |  |  |  |  |
|                                       | Parti des socialistes et des démocrates (PSD) | 2 216                             | 12,19  | n/a   | 8     | 5      |               |  |  |  |  |  |  |  |
|                                       | Votes directement pour la coalition           | 64                                | 0,35   | –     | 0     | –      |               |  |  |  |  |  |  |  |
| Total Coalition Libera/PS-PSD         | Total Coalition Libera/PS-PSD                 | 5 143                             | 28,29  | n/a   | 18    | 2      |               |  |  |  |  |  |  |  |
|                                       | République du futur (RF)                      | République du futur (RF)          | 2 179  | 11,99 | 1,70  | 8      | 2             |  |  |  |  |  |  |  |
|                                       | Domani Motus Liberi (DML)                     | Domani Motus Liberi (DML)         | 1 540  | 8,47  | 2,38  | 5      | 1             |  |  |  |  |  |  |  |
|                                       | Mouvement civique R.E.T.E. (RETE)             | Mouvement civique R.E.T.E. (RETE) | 922    | 5,07  | 13,16 | 3      | 8             |  |  |  |  |  |  |  |
|                                       | Démocratie solidaire (Demos)                  | Démocratie solidaire (Demos)      | 863    | 4,69  | Nv.   | 0      | en stagnation |  |  |  |  |  |  |  |
|                                       |                                               |                                   |        |       |       |        |               |  |  |  |  |  |  |  |
| Suffrages exprimés                    | Suffrages exprimés                            | Suffrages exprimés                | 18 180 | 93,48 |       |        |               |  |  |  |  |  |  |  |
| Votes blancs et invalides             | Votes blancs et invalides                     | Votes blancs et invalides         | 1 269  | 6,52  |       |        |               |  |  |  |  |  |  |  |
| Total                                 | Total                                         | Total                             | 19 449 | 100   | –     | 60     | en stagnation |  |  |  |  |  |  |  |
| Abstentions                           | Abstentions                                   | Abstentions                       | 18 889 | 49,27 |       |        |               |  |  |  |  |  |  |  |
| Inscrits/Participation                | Inscrits/Participation                        | Inscrits/Participation            | 38 338 | 50,73 |       |        |               |  |  |  |  |  |  |  |

## Conséquences
Arrivée largement en tête, la coalition Démocratie et liberté menée par le Parti démocrate-chrétien (PDCS) se voit confiée le 12 juin par les capitaines-régents un mandat de négociation en vue de la formation d'un gouvernement de coalition. Les négociations se focalisent rapidement sur un accord avec la Coalition Libera/PS-PSD. Le 26 juin, les deux formations officialisent un accord de coalition quelques jours avant la session d'ouverture de la nouvelle législature, qui intervient le 2 juillet,.